# 1965 في المغرب
فيما يلي قوائم الأحداث التي وقعت خلال عام 1965 في المغرب.

## الأحداث
- 29 أكتوبر 1965 - اختفاء المعارض المغربي المهدي بن بركة بشكل مريب في شارع سان جيرمان في قلب باريس.

## سياسة

### انتهاء فترة المنصب
- 7 يونيو – محمد أبا حنيني رئيس حكومة المغرب.

## مواليد
- منية بناني الشرايبي، باحثة في علم اجتماع مغربية.

### يناير
- 1 يناير – حسن برنوصي
- 1 يناير – عبد الهادي السكتيوي لاعب كرة قدم مغربي.
- 1 يناير – مصطفى العكري مغني مغربي.
- 1 يناير – مولاي عبد الله بن علي العلوي مستشار الملك المغربي محمد السادس وابن عمه في الوقت نفسه.
- 4 يناير – غاي فورجيه لاعب كرة مضرب فرنسي.
- 10 يناير – منير الماجيدي رجل أعمال مغربي.
- 28 يناير – عبد الجبار المنيرة بروفيسور وباحث مغربي متخصص في علم الأعصاب.[1]

### فبراير
- 9 فبراير – عبد الله فركوس ممثل مغربي.

### مارس
- 3 مارس – عبد العزيز كركاش لاعب كرة قدم مغربي.

### أبريل
- 2 أبريل – قيسامي الحسين
- 3 أبريل – رشيد الوالي ممثل مغربي.
- 21 أبريل – خليل الرويسي حكم كرة قدم مغربي.

### يوليو
- 8 يوليو – حسن ناظر لاعب كرة قدم مغربي.

### سبتمبر
- 29 سبتمبر – أسماء أميرة المغرب متسابقة يخت مغربية.

### نوفمبر
- 25 نوفمبر – لطيفة رأفت مطربة مغربي.

### ديسمبر
- 2 ديسمبر – كريم زاز مهندس فرنسي.

## وفيات

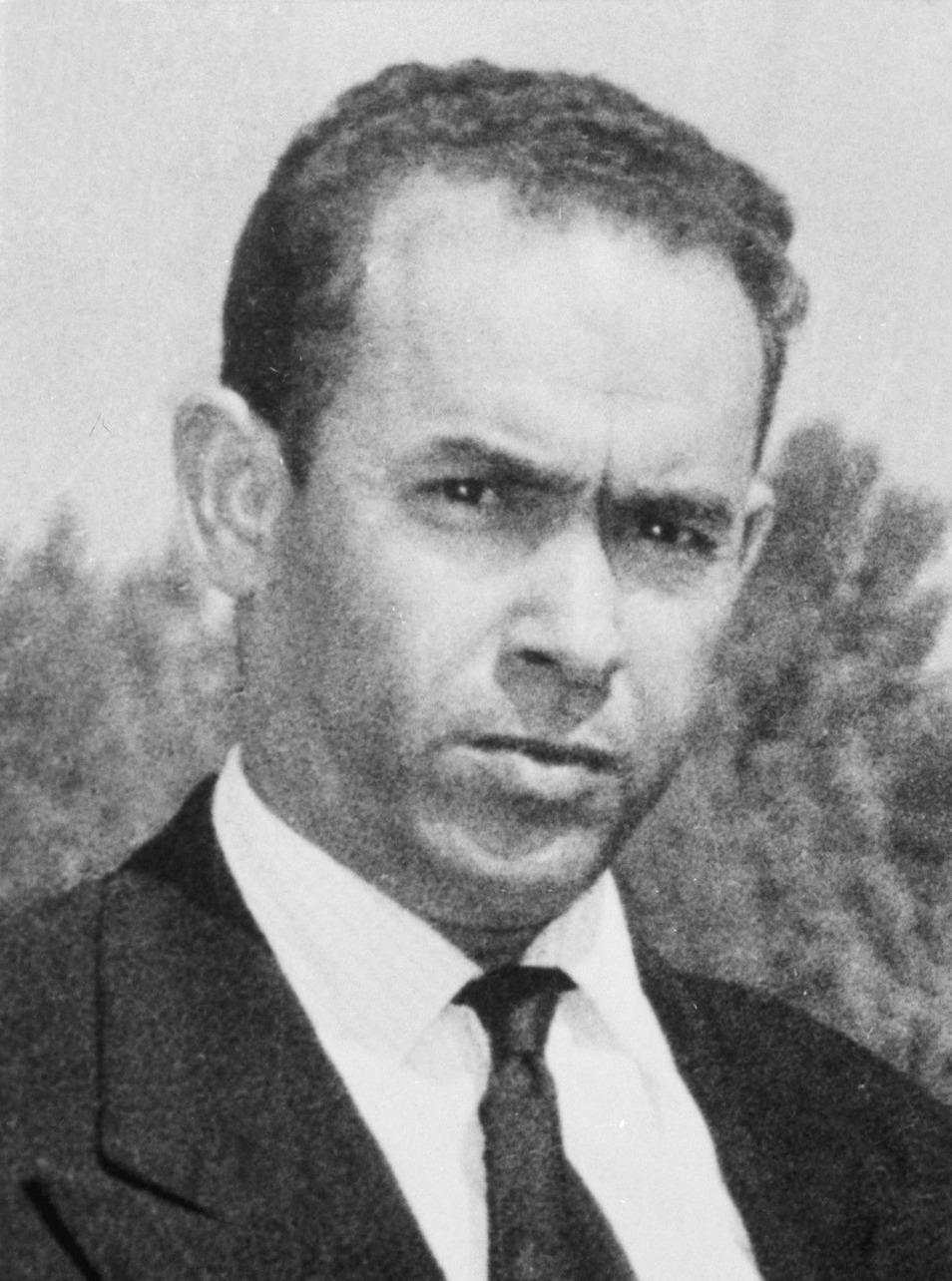
المهدي بن بركة

- 29 أبريل – عبد الرحمن حجي، شاعر مغربي (64 سنة).
- 29 أكتوبر – المهدي بن بركة، زعيم سياسي مغربي (45 سنة).